# 大方等大雲經
《大方等大雲經》，為北涼曇無讖法師所翻譯的佛經，在大正藏中屬於涅槃部的佛經。此經與北涼曇無讖法師所翻譯的《北本大般涅槃經》（一共四十卷）、劉宋慧觀法師所翻譯的《南本大般涅槃經》（一共三十六卷） 、東晉法顯法師與佛馱跋陀羅法師合譯的《大般泥洹經》（一共六卷）、失譯的《法滅盡經》，都屬於涅槃部當中較為重要且影響力深遠的佛經。

## 佛經別名
《大方等大雲經》有兩個別名，一是《大方等大般涅槃經》，二是《大方等無想經》。佛經根據如下：
《大方等大雲經》卷第五，〈大雲初分增長健度第三十七之一〉
爾時，南方有諸天子，其數無量，從黑山中，來至佛所，以諸香、花、幡蓋、伎樂供養於佛；頭面作禮，右遶三匝，白佛言：「世尊！如來今日說是經典，南方世界無量無邊恒河沙等諸佛世尊，亦說是經。世尊！如是經典，名字何等？」
佛言：「善男子！如是經典，凡有三名：一名『大雲』；二名『大般涅槃』；三名『無想』。大雲密藏菩薩所問，故名『大雲』。如來常住，無有畢竟入涅槃者，一切眾生悉有佛性，故得名為『大般涅槃』。受持、讀誦如是經典，斷一切想，故名『無想』」。

## 外部連結
- https://tripitaka.cbeta.org/ko/T12n0387_001 CBETA 漢文大藏經《大方等無想經》] （页面存档备份，存于）
- 《大方等無想經》.  (PDF). 中華電子佛典協會 佛學數位圖書館 (CBETA).   [2019-01-13]. （原始内容存档 (PDF)于2007-06-13）.